# Yalan (Emre Altuğ)
Yalan è un singolo del cantante turco Emre Altuğ, pubblicato il 24 ottobre 2003 come terzo estratto dall'album Sıcak.

## Descrizione
Il brano è stato scritto e composto da Faruk Ceviz e prodotto dallo stesso cantante.

## Video musicale
Il video musicale è stato girato dal regista Mustafa Mayadağ e le riprese sono state fatte ad Adalia nell'agosto 2003.

## Tracce
Testi e musiche di Faruk Ceviz.
1. Yalan – 3:37